# المادن
المادن (به اسپانیایی: Almadén) یک شهرستان در اسپانیا است که در استان سیوداد رئال واقع شده‌است.

## خصوصیات
المادن ۲۳۹٫۶۴ کیلومترمربع مساحت و ۶٬۲۸۸ نفر جمعیت دارد و ۵۸۹ متر بالاتر از سطح دریا واقع شده‌است.